# Levan Mch'edlidze
Levan Mch'edlidze (geo. ლევან მჭედლიძე; Tbilisi, 24 marzo 1990) è un ex calciatore georgiano, di ruolo attaccante.

## Caratteristiche tecniche
È un attaccante mancino, forte fisicamente, dotato di notevole tecnica individuale e buona velocità. Con la propria nazionale è stato schierato come esterno alto sulla fascia sinistra.

## Carriera

### Club

#### Empoli
Dopo aver mosso i primi passi nel Dila Gori, nell'estate del 2006 l'Empoli lo acquista e lo aggrega alla squadra Primavera del tecnico Ettore Donati.
L'anno seguente entra a far parte della prima squadra allenata da Luigi Cagni, ma non esordisce a causa di ripetuti infortuni, in particolare al ginocchio. Con la Primavera gioca invece una sola partita.

#### Palermo
Il 30 agosto 2008 passa al Palermo in prestito oneroso per 1,5 milioni di euro, con diritto di riscatto dell'intero cartellino per 6,2 milioni: è stato il primo calciatore georgiano della storia della società rosanero. Debutta in Serie A il 24 settembre nella trasferta allo Stadio San Paolo contro il Napoli (2-1), sostituendo al 78' Mark Bresciano. Realizza il suo primo gol nella massima serie dieci giorni più tardi, contro la Juventus (1-2), battendo Gianluigi Buffon: sarà questa la sua unica rete in stagione, nella quale colleziona 9 presenze, gran parte delle quali da subentrato. La realizzazione gli permette di diventare, a 18 anni e 195 giorni, il più giovane marcatore della storia del Palermo. Gioca anche con la formazione Primavera, che a fine anno vincerà il campionato di categoria, nonostante un grave infortunio rimediato a febbraio. A fine stagione il riscatto non avviene, ma le due società si accordano per un ulteriore anno di prestito, con diritto di riscatto fissato a 6 milioni di euro.
La stagione 2009-2010 inizia positivamente poiché Walter Zenga, allenatore rosanero - nonostante la presenza in rosa di attaccanti esperti come Miccoli, Cavani, Budan e Succi - gli concede due spezzoni di gara contro la Roma (3-3) e nel turno successivo contro la Lazio (1-1). Con l'avvicendamento in panchina tra Zenga e Delio Rossi, il georgiano trova meno spazio in squadra finché, alla ripresa degli allenamenti dopo la sosta natalizia, non rientra a Palermo restando in Georgia con la sua famiglia. Immediata è la reazione della società siciliana: presidente e direttore sportivo affermano di non ritenerlo più un componente della squadra, mettendolo fuori rosa. Nel successivo febbraio, il calciatore prova a difendere il proprio comportamento, definendolo conseguenza dell'atteggiamento dell'allenatore, reo di «averlo confinato tra le riserve, inserito come rinforzo per le squadre di Eccellenza che disputavano con noi le partitelle del giovedì, mai una volta schierato con la squadra». Poco dopo, Delio Rossi smentisce Mch'edlidze ed il ds Walter Sabatini, che aveva creduto nelle sue potenzialità, lo definisce «il più grande fallimento della mia carriera, dal punto di vista umano e tecnico». Ad aprile il Palermo rescinde consensualmente il contratto con il giocatore: il cartellino del georgiano passa interamente all'Empoli. Le due presenze ad inizio stagione resteranno le uniche apparizioni dell'annata.

#### Ritorno all'Empoli
Al termine del campionato rientra all'Empoli, che gli concede fiducia. L'attaccante debutta in Serie B alla prima giornata, in trasferta contro il Frosinone, subentrando al 66' a Christian Cesaretti e fornendo l'assist a Claudio Coralli per la rete della vittoria (3-2). Il 27 marzo 2011 segna il primo gol stagionale nella sfida esterna contro il  Crotone. Chiude la stagione con 20 presenze e due reti complessive, la seconda delle quali all'Atalanta nella vittoria per 2 a 1.
Nella stagione 2011-2012 gioca 24 partite del campionato di Serie B, la quasi totalità delle quali da subentrato, segnando un gol contro il Grosseto (2-2) il 17 dicembre 2011. La squadra chiude in zona play-out, che supera dopo il doppio confronto con il Vicenza: Mch'edlidze gioca entrambi gli incontri, segnando nella gara di ritorno la rete dell'1 a 2 che avvia la rimonta della sua squadra. Completa le statistiche stagionali una presenza in Coppa Italia.
Nella stagione 2013-2014 ottiene la promozione in Serie A. Durante la sua prima stagione con i toscani in massima serie, sigla 4 gol, tra cui la prima doppietta in carriera all'ultima di campionato: il 31 maggio 2015 nella sconfitta in casalinga contro l'Inter. Nel campionato 2015-2016 non trova alcun gol, collezionando solo 13 presenze.
Il 17 dicembre 2016 torna al gol dopo un anno e mezzo, siglando la doppietta decisiva per la vittoria casalinga dell'Empoli contro il Cagliari, la 130ª partita da lui disputata con la maglia degli azzurri. Le 6 reti realizzate, tra cui il gol che vale il successo in casa del Milan, non evitano tuttavia la retrocessione della squadra.
Nell'anno successivo, a causa di un infortunio, totalizza appena 11 apparizioni.

#### Ritorno in Georgia
Svincolato dall'Empoli alla termine della stagione 2019-2020, torna in patria firmando prima con la Dinamo Tbilisi, poi con la Dinamo Batumi.
Il 7 ottobre 2021 si unisce alla Torpedo Kutaisi, club dal quale sarà svincolato il 1º gennaio 2023.
Nel successivo novembre annuncia il ritiro dal calcio giocato.

### Nazionale
Ha solo 17 anni quando il selezionatore della nazionale georgiana Klaus Toppmöller lo convoca per affrontare le partite di qualificazione al campionato d'Europa 2008 di Austria e Svizzera. Il debutto in nazionale avviene in Italia-Georgia (2-0) il 13 ottobre 2007 allo Stadio Luigi Ferraris di Genova, partita nella quale gioca dal primo al sessantatreesimo minuto.
La prima rete in nazionale arriva quattro giorni dopo, il 17 ottobre 2007, nella partita Georgia-Scozia (2-0): la vittoria rallenta il cammino degli scozzesi, consentendo ad Italia e Francia di qualificarsi con un turno di anticipo alla fase finale dell'Europeo.
Nel 2011 rientra nella rosa dell'Under-21 per le qualificazioni all'Europeo 2013.
L'11 ottobre 2011 gioca da titolare l'ultima partita del girone di qualificazione agli Europei 2012, persa in casa contro la Grecia, tornando così in nazionale maggiore ad oltre due anni dall'ultima apparizione: esce al 65º per far spazio ad Aleksandre Guruli.
Nell'amichevole del 15 agosto 2012 contro il Lussemburgo, vinta per 2 a 1, torna al gol in nazionale a quasi cinque anni dal suo primo ed unico gol internazionale.

## Statistiche

### Presenze e reti nei club
Statistiche aggiornate al marzo 2021.
| Stagione        | Squadra           | Campionato      | Campionato | Campionato | Coppe nazionali | Coppe nazionali | Coppe nazionali | Coppe continentali | Coppe continentali | Coppe continentali | Altre coppe | Altre coppe | Altre coppe | Totale | Totale |
| Stagione        | Squadra           | Comp            | Pres       | Reti       | Comp            | Pres            | Reti            | Comp               | Pres               | Reti               | Comp        | Pres        | Reti        | Pres   | Reti   |
| --------------- | ----------------- | --------------- | ---------- | ---------- | --------------- | --------------- | --------------- | ------------------ | ------------------ | ------------------ | ----------- | ----------- | ----------- | ------ | ------ |
| 2008-2009       | Palermo           | A               | 9          | 1          | CI              | 0               | 0               | -                  | -                  | -                  | -           | -           | -           | 9      | 1      |
| 2009-2010       | Palermo           | A               | 2          | 0          | CI              | 0               | 0               | -                  | -                  | -                  | -           | -           | -           | 2      | 0      |
| Totale Palermo  | Totale Palermo    | Totale Palermo  | 11         | 1          |                 | 0               | 0               |                    | -                  | -                  |             | -           | -           | 11     | 1      |
| 2010-2011       | Empoli            | B               | 20         | 2          | CI              | 1               | 0               | -                  | -                  | -                  | -           | -           | -           | 21     | 2      |
| 2011-2012       | Empoli            | B               | 24+2       | 1+1        | CI              | 1               | 0               | -                  | -                  | -                  | -           | -           | -           | 27     | 2      |
| 2012-2013       | Empoli            | B               | 19+4       | 0+1        | CI              | 0               | 0               | -                  | -                  | -                  | -           | -           | -           | 23     | 1      |
| 2013-2014       | Empoli            | B               | 23         | 2          | CI              | 2               | 2               | -                  | -                  | -                  | -           | -           | -           | 25     | 4      |
| 2014-2015       | Empoli            | A               | 25         | 4          | CI              | 2               | 1               | -                  | -                  | -                  | -           | -           | -           | 27     | 5      |
| 2015-2016       | Empoli            | A               | 13         | 0          | CI              | 1               | 0               | -                  | -                  | -                  | -           | -           | -           | 14     | 0      |
| 2016-2017       | Empoli            | A               | 15         | 6          | CI              | 0               | 0               | -                  | -                  | -                  | -           | -           | -           | 15     | 6      |
| 2017-2018       | Empoli            | B               | -          | -          | CI              | -               | -               | -                  | -                  | -                  | -           | -           | -           | -      | -      |
| 2018-2019       | Empoli            | A               | 11         | 0          | CI              | 1               | 0               | -                  | -                  | -                  | -           | -           | -           | 12     | 0      |
| Totale Empoli   | Totale Empoli     | Totale Empoli   | 150+6      | 15+2       |                 | 8               | 3               |                    | -                  | -                  |             | -           | -           | 164    | 20     |
| set.-dic. 2019  | Dinamo Tbilisi    | EL              | 5          | 1          | CG              | 0               | 0               | -                  | -                  | -                  | SG          | 0           | 0           | 5      | 1      |
| giu-lug. 2021   | Dinamo Batumi     | EL              | 3          | 0          | CG              | 0               | 0               | -                  | -                  | -                  | -           | -           | -           | 3      | 0      |
| 2021            | T'orp'edo Kutaisi | EL              | 3          | 0          | CG              | 0               | 0               | -                  | -                  | -                  | -           | -           | -           | 3      | 0      |
| Totale carriera | Totale carriera   | Totale carriera | 178        | 19         |                 | 8               | 3               |                    | -                  | -                  |             | 0           | 0           | 186    | 22     |

### Cronologia presenze e reti in nazionale
| Cronologia completa delle presenze e delle reti in nazionale ― Georgia | Cronologia completa delle presenze e delle reti in nazionale ― Georgia | Cronologia completa delle presenze e delle reti in nazionale ― Georgia | Cronologia completa delle presenze e delle reti in nazionale ― Georgia | Cronologia completa delle presenze e delle reti in nazionale ― Georgia | Cronologia completa delle presenze e delle reti in nazionale ― Georgia | Cronologia completa delle presenze e delle reti in nazionale ― Georgia | Cronologia completa delle presenze e delle reti in nazionale ― Georgia |
| Data                                                                   | Città                                                                  | In casa                                                                | Risultato                                                              | Ospiti                                                                 | Competizione                                                           | Reti                                                                   | Note                                                                   |
| ---------------------------------------------------------------------- | ---------------------------------------------------------------------- | ---------------------------------------------------------------------- | ---------------------------------------------------------------------- | ---------------------------------------------------------------------- | ---------------------------------------------------------------------- | ---------------------------------------------------------------------- | ---------------------------------------------------------------------- |
| 13-10-2007                                                             | Genova                                                                 | Italia                                                                 | 2 – 0                                                                  | Georgia                                                                | Qual. Euro 2008                                                        | -                                                                      | 61’                                                                    |
| 17-10-2007                                                             | Tbilisi                                                                | Georgia                                                                | 2 – 0                                                                  | Scozia                                                                 | Qual. Euro 2008                                                        | 1                                                                      | 85’                                                                    |
| 16-11-2007                                                             | Doha                                                                   | Qatar                                                                  | 1 – 2                                                                  | Georgia                                                                | Amichevole                                                             | -                                                                      | 46’                                                                    |
| 21-11-2007                                                             | Tbilisi                                                                | Georgia                                                                | 0 – 2                                                                  | Lituania                                                               | Qual. Euro 2008                                                        | -                                                                      |                                                                        |
| 6-2-2008                                                               | Tbilisi                                                                | Georgia                                                                | 1 – 3                                                                  | Lettonia                                                               | Amichevole                                                             | -                                                                      | 41’                                                                    |
| 20-8-2008                                                              | Swansea                                                                | Galles                                                                 | 1 – 2                                                                  | Georgia                                                                | Amichevole                                                             | -                                                                      | 23’                                                                    |
| 6-9-2008                                                               | Magonza                                                                | Georgia                                                                | 1 – 2                                                                  | Irlanda                                                                | Qual. Mondiali 2010                                                    | -                                                                      | 78’                                                                    |
| 10-9-2008                                                              | Udine                                                                  | Italia                                                                 | 2 – 0                                                                  | Georgia                                                                | Qual. Mondiali 2010                                                    | -                                                                      | 55’                                                                    |
| 11-10-2008                                                             | Tbilisi                                                                | Georgia                                                                | 1 – 1                                                                  | Cipro                                                                  | Qual. Mondiali 2010                                                    | -                                                                      | 74’ 75’                                                                |
| 15-10-2008                                                             | Tbilisi                                                                | Georgia                                                                | 0 – 0                                                                  | Bulgaria                                                               | Qual. Mondiali 2010                                                    | -                                                                      | 31’                                                                    |
| 19-11-2008                                                             | Bucarest                                                               | Romania                                                                | 2 – 1                                                                  | Georgia                                                                | Amichevole                                                             | -                                                                      | 57’ 77’                                                                |
| 28-3-2009                                                              | Larnaca                                                                | Cipro                                                                  | 2 – 1                                                                  | Georgia                                                                | Qual. Mondiali 2010                                                    | -                                                                      | 28’                                                                    |
| 11-10-2011                                                             | Tbilisi                                                                | Georgia                                                                | 1 – 2                                                                  | Grecia                                                                 | Qual. Euro 2012                                                        | -                                                                      | 22’ 65’                                                                |
| 24-5-2012                                                              | Wals-Siezenheim                                                        | Georgia                                                                | 1 – 3                                                                  | Turchia                                                                | Amichevole                                                             | -                                                                      | 46’ 89’                                                                |
| 15-8-2012                                                              | Differdange                                                            | Lussemburgo                                                            | 1 – 2                                                                  | Georgia                                                                | Amichevole                                                             | 1                                                                      | 46’                                                                    |
| 7-9-2012                                                               | Tbilisi                                                                | Georgia                                                                | 1 – 0                                                                  | Bielorussia                                                            | Qual. Mondiali 2014                                                    | -                                                                      | 56’                                                                    |
| 11-9-2012                                                              | Tbilisi                                                                | Georgia                                                                | 0 – 1                                                                  | Spagna                                                                 | Qual. Mondiali 2014                                                    | -                                                                      | 79’                                                                    |
| 12-10-2012                                                             | Helsinki                                                               | Finlandia                                                              | 1 – 1                                                                  | Georgia                                                                | Qual. Mondiali 2014                                                    | -                                                                      | 59’                                                                    |
| 16-10-2012                                                             | Minsk                                                                  | Bielorussia                                                            | 2 – 0                                                                  | Georgia                                                                | Qual. Mondiali 2014                                                    | -                                                                      | 46’ 90’                                                                |
| 6-2-2013                                                               | Tirana                                                                 | Albania                                                                | 1 – 2                                                                  | Georgia                                                                | Amichevole                                                             | -                                                                      | 20’                                                                    |
| 14-8-2013                                                              | Astana                                                                 | Kazakistan                                                             | 1 – 0                                                                  | Georgia                                                                | Amichevole                                                             | -                                                                      | 46’                                                                    |
| 7-9-2014                                                               | Tbilisi                                                                | Georgia                                                                | 1 – 2                                                                  | Irlanda                                                                | Qual. Euro 2016                                                        | -                                                                      | 88’                                                                    |
| 14-11-2014                                                             | Tbilisi                                                                | Georgia                                                                | 0 – 4                                                                  | Polonia                                                                | Qual. Euro 2016                                                        | -                                                                      | 68’                                                                    |
| 25-3-2015                                                              | Tbilisi                                                                | Georgia                                                                | 2 – 0                                                                  | Malta                                                                  | Amichevole                                                             | -                                                                      | 71’                                                                    |
| 29-3-2015                                                              | Tbilisi                                                                | Georgia                                                                | 0 – 2                                                                  | Germania                                                               | Qual. Euro 2016                                                        | -                                                                      |                                                                        |
| 4-9-2015                                                               | Tbilisi                                                                | Georgia                                                                | 1 – 0                                                                  | Scozia                                                                 | Qual. Euro 2016                                                        | -                                                                      | 90+3’                                                                  |
| 7-9-2015                                                               | Dublino                                                                | Irlanda                                                                | 1 – 0                                                                  | Georgia                                                                | Qual. Euro 2016                                                        | -                                                                      |                                                                        |
| 27-5-2016                                                              | Wels                                                                   | Slovacchia                                                             | 3 – 1                                                                  | Georgia                                                                | Amichevole                                                             | -                                                                      | 46’                                                                    |
| 3-6-2016                                                               | Bucarest                                                               | Romania                                                                | 5 – 1                                                                  | Georgia                                                                | Amichevole                                                             | -                                                                      | 34’                                                                    |
| 6-10-2016                                                              | Dublino                                                                | Irlanda                                                                | 1 – 0                                                                  | Georgia                                                                | Qual. Mondiali 2018                                                    | -                                                                      | 87’                                                                    |
| 9-10-2016                                                              | Cardiff                                                                | Galles                                                                 | 1 – 1                                                                  | Georgia                                                                | Qual. Mondiali 2018                                                    | -                                                                      | 75’                                                                    |
| 7-6-2019                                                               | Tbilisi                                                                | Georgia                                                                | 3 – 0                                                                  | Gibilterra                                                             | Qual. Euro 2020                                                        | -                                                                      | 77’                                                                    |
| Totale                                                                 |                                                                        | Presenze                                                               | 32                                                                     |                                                                        | Reti                                                                   | 2                                                                      |                                                                        |

## Palmarès

### Club

#### Competizioni giovanili
- Campionato Primavera: 1

Palermo: 2008-2009

#### Competizioni nazionali
- Campionato italiano di Serie B: 1

Empoli: 2017-2018
- Campionato georgiano: 1

Dinamo Tbilisi: 2019